# Maniac (2012)
Maniac is een Frans-Amerikaanse horrorfilm uit 2012 onder regie van Franck Khalfoun en geschreven door Alexandre Aja, Grégory Levasseur, en C.A. Rosenberg. De productie is een remake van een gelijknamige horrorfilm uit 1980. 

## Verhaal
Er duikt een seriemoordenaar op met een obsessie voor hoofdhuid. Frank Zito is de teruggetrokken eigenaar van een mannequinwinkel. Hij heeft verschillende psychische problemen, waarvan een serieus moedercomplex er slechts één is. Zijn moeder gaf hem weinig aandacht en was niet verlegen om met meer dan één man in zijn aanwezigheid de liefdesdaad te plegen. Van een vaderfiguur was geen sprake en zo werd een eenzame en zieke geest geboren. De man houdt er namelijk van om vrouwen op brutale wijze te vermoorden en hen vervolgens te scalperen. De scalp neemt hij mee naar huis om op etalagepoppen aan te brengen.  Er zit ergens diep in hem nog een onschuldige jongen die spijt heeft van zijn daden en via het hele scalpeerritueel probeert hij zijn slachtoffers in de poppen terug tot leven te brengen.
Het is via die levenloze objecten dat hij de jonge fotografe Anna D'Antoni leert kennen wanneer die op een dag foto's aan het maken is van zijn etalage. Frank zijn leven verandert wanneer Anna hem vraagt om haar te helpen met haar nieuwe tentoonstelling. Zij probeert via foto's en lichtinval mannequins schijnbaar levend te maken. Door deze gemeenschappelijke interesse bloeit er een romance op tussen de twee. Franks obsessie escaleert. De charmante fotografe weet niet dat ze samen is met een man met een onbedwingbare moordlust. Ze heeft een lang onderdrukte drang tot moord en stalking opnieuw bij hem aangewakkerd.

## Rolverdeling
| Acteur              | Personage     |
| ------------------- | ------------- |
| Elijah Wood         | Frank Zito    |
| Nora Arnezeder      | Anna D'Antoni |
| Megan M. Duffy      | Lucie         |
| Liane Balaban       | Judy          |
| America Olivo       | Angela Zito   |
| Morgane Slemp       | Jenna         |
| Genevieve Alexandra | Jessica       |